# لورين إيوينغ
لورين إيوينغ (بالإنجليزية: Lauren Ewing)‏ هي فنانة أمريكية، ولدت في 1946.